# Bill Brandt

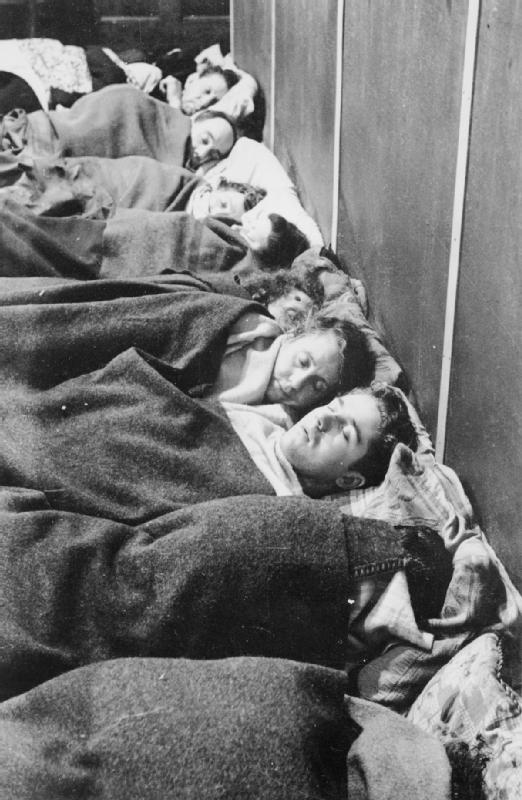
Fotografía en un refugio del norte de Londres durante un ataque aéreo, 1940

Bill Brandt (3 de mayo de 1904 - 20 de diciembre de 1983) fue un fotógrafo británico conocido por sus imágenes en blanco y negro sobre contrastes sociales en la sociedad británica y sus fotos distorsionadas de desnudos y paisajes. También realizó fotografías como periodista gráfico.

## Infancia y juventud
Nació en Hamburgo el 3 de mayo de 1904, su padre era británico y su madre alemana. Comenzó muy pronto a estudiar dibujo con el arquitecto checo K. E. Ort, aunque gran parte de su educación se desarrolla en Viena. Durante su infancia se estuvo desarrollando la Primera Guerra Mundial, por lo que al finalizar ésta adoptó la nacionalidad británica ya que existía desigualdad de oportunidades si se disponía de nacionalidad alemana.
Poco después contrajo la tuberculosis por lo que estuvo varios años en cura en un sanatorio de Davos en Suiza bajo la atención del doctor Eugenie Schwarzwald. En esta ciudad existía gran ambiente artístico y literario. Al curarse se traslada a Austria con un hermano que le anima a hacer fotografías y le presenta a Ezra Pound que en 1928 fue su primer modelo. Este quedó impresionado por el talento de Brandt y se lo presentó a Man Ray que le dio un puesto de ayudante en el que estuvo durante tres meses.

## Su trayectoria fotográfica
Al comenzar su trabajo como ayudante del fotógrafo en París quedó muy impresionado por el movimiento surrealista. Tras realizar un viaje con su esposa Eva se instaló en 1931 en Londres, allí comenzó a realizar un trabajo documental sobre las diferencias sociales en la sociedad británica y los contrastes que producían; así como los problemas del paro en la minería. En estas fotos se nota la influencia de Man Ray, André Kertész, Eugène Atget y en las fotos nocturnas de Londres de su amigo Brassaï y su trabajo parisino.
Estos trabajos se publicaron en varios libros: The English at Home en 1936 y A Night in London en 1938. En ese mismo año publicó el libro A Camera in London que recoge varios de sus planteamientos fotográficos. Entre algunas de las ideas que fue planteando a lo largo de su vida están: 

Un fotógrafo debe poseer y conservar las facultades receptivas de un niño que mira el mundo por primera vez.

Creo que un buen retrato debe expresar algo del pasado de la persona y dejar entrever algo de su futuro.

Con frecuencia tengo la impresión de que ya he vivido alguna situación, así que trato de representarla tal y como la recuerdo.

Sólo la ampliación me permite terminar mi trabajo de composición. No veo porqué podría alterar la verdad de la foto.

Desde 1937 publicó habitualmente en revistas como Harper's Bazaar, Lilliput, Picture Post y The Bystander. Sus reportajes más conocidos trataban sobre las desigualdades sociales en el Reino Unido. Durante la Segunda Guerra Mundial estuvo trabajando para el gobierno británico fotografiando a la vida nocturna de la población londinense durante los bombardeos, en ese momento consigue fotografías de la ciudad sin personas. Al finalizar la contienda su estilo pasa poco a poco del reportaje gráfico a la fotografía de paisajes, desnudos y del cuerpo humano con el empleo de grandes angulares y puntos de vista poco usuales. También se dedicó a realizar retratos de artistas británicos para Lilliput, Picture Post y Harper’s Bazaar.
En estos trabajos volvió a interesarse por lo surrealista, lo que le condujo a una revisión de la fotografía de desnudos en su libro Perspective of nudes, en el que utiliza las lentes de gran angular para obtener unos desnudos deformados y de tipo escultórico con amplia profundidad de campo que resultan espectaculares. También se dedica a fotografiar personajes con ambientes y fondos paisajísticos que le dan una configuración surrealista. Entre las personas retratadas se encuentran Pablo Picasso, Francis Bacon, Graham Greene y Peter Sellers.
Los paisajes los realizaba en espacios privados al principio pero luego utilizó las playas de Normandía o de la bahía de Anges en Niza. Durante los últimos años de su vida estuvo dando clases en el Royal College of Art y exponiendo su trabajo; de ese modo participó en la exposición de The family of man invitado por Steichen y en 1979 fue premiado por la Royal Photographic Society y poco antes por la Royal Society of Arts. Murió el 20 de diciembre de 1983 a causa de complicaciones con la diabetes que arrastraba desde hacía más de cuarenta años.
Su trabajo ejerció bastante influencia durante la segunda mitad del siglo XX. Su primera exposición monográfica en España tuvo lugar en 2008 en Photoespaña, aunque anteriormente pudieron verse algunas de sus obras en exposiciones colectivas, como Foco 86 en 1986 en el Círculo de Bellas Artes de Madrid. En 2021, la Fundación Mapfre ha expuesto, en Barcelona primero y en Madrid después, una amplia retrospectiva de su obra, con 186 fotografías positivadas por el propio artista.